# Jill Boon
Jill Boon (Uccle, 13 de marzo de 1987) es una exjugadora belga de hockey sobre césped.

## Trayectoria
Boon debutó con la selección de Bélgica en 2008. Tuvo su primera participación olímpica en los Juegos Olímpicos de Londres 2012. Con su selección disputó la World League en 2013, 2015 y 2017. En 2014 participó en el Mundial de La Haya. En 2018 disputó el Mundial de Londres, donde terminó segunda de su grupo y avanzó a la fase final, pero perdió contra España en cuartos de final. En 2019 participó en la primera edición de la Pro League.

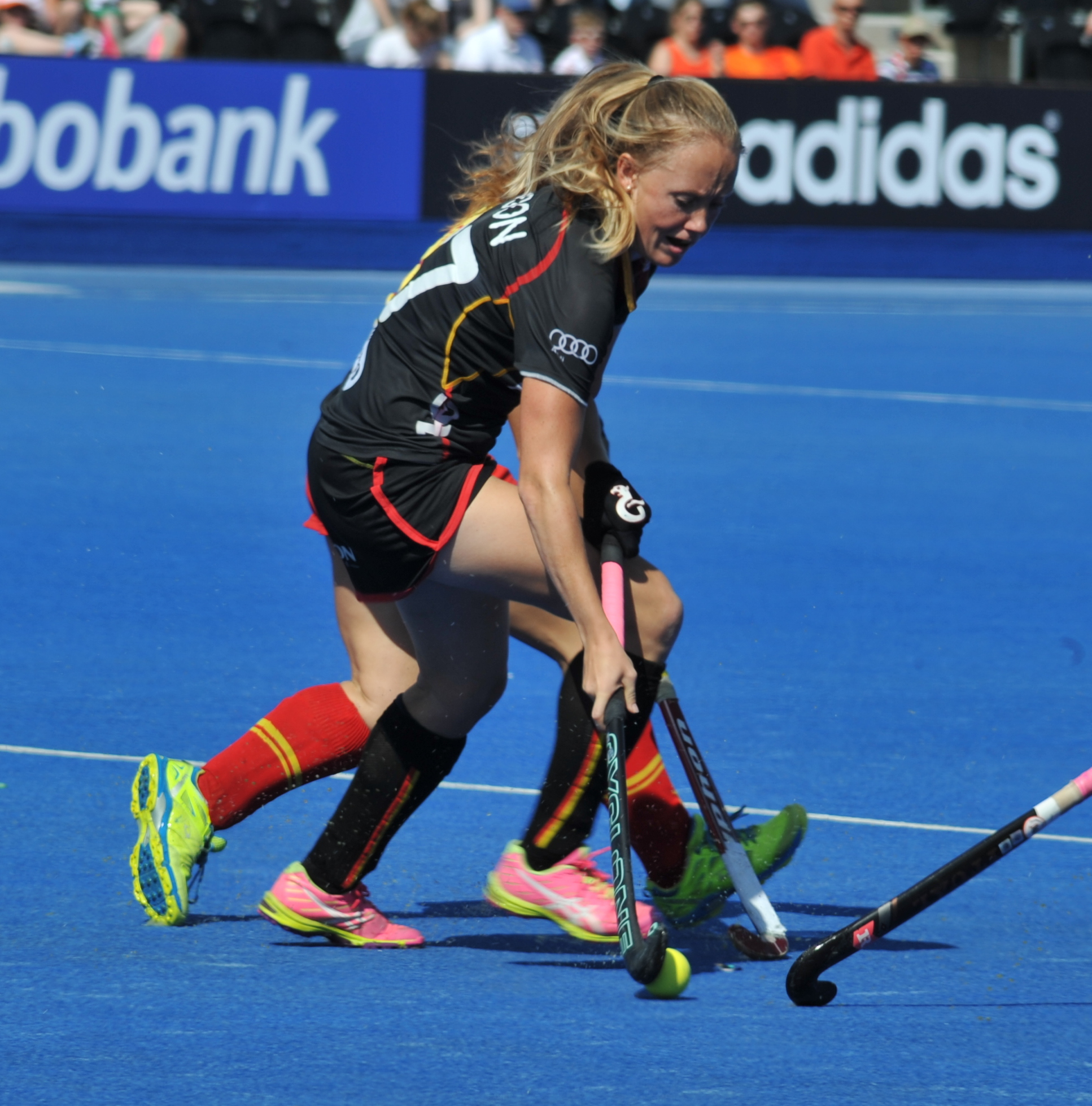
Boon en 2015.